# Trg (naselje)
Trg (mercatum, mercatus, forum, Markt) je ime za obliko naselja, pa tudi ime za prostor ali del naselja, kjer poteka trgovanje.

## Položaj v srednjem veku
V srednjem veku je bil trg  predvsem pravica do trgovanja. Podeljeval jo je vladar, ki mu je pripadala pristojbina od trgovskega blaga mitnina. Spočetka so pravico podeljevali obstoječim naseljem, ohranjenim še iz antike. Na naših tleh so bila taka naselja ohranjena na obali, v notranjosti pa je bilo edino zakonito tržišče Ptuj, kjer je Salzburška škofija leta 890 dobila pravico do mostu, mitnin in sodstva. Podobnih pisnih privilegijev ni ohranjenih veliko, iz imen krajev na naših tleh pa ugotavljamo, da je bilo takih pravic podeljenih kar nekaj. Spomnimo se krajev z imenom Tržič, Tržišče, Trgovišče, Stari trg.
V 12. in 13. stoletjem so začeli načrtno ustanavljati naselja s tržnim prostorom. To je bila meščanska naselbina z osebno svobodnim prebivalstvom in razlike med trgom in mestom še ni bilo. V virih večkrat naletimo na poimenovanje forum ali civitas za isto naselbino. Pravno sta se forum in civitas začela razlikovati konec 13. stoletja, ko je mesto dobilo pravico do mestnega obzidja. 
Številni trgi so na Slovenskem nastali v 14. in 15. stoletju, včasih tudi s podelitvijo tržnih pravic vasi. Trgi so bili večinoma majhni, lahko pa so po številu prebivalstva presegli posamezna mesta. Nekatere trge so v drugi polovici 15. stoletja povzdignili v mesta zaradi obrambe pred Turki (Kočevje, Krško, Višnja Gora, Lož, Vipavski Križ) in morda še kakšno.

## Položaj v 19. in 20. stoletju
V 19.stoletju so zaradi spremenjenih gospodarskih pogojev (industrializacija, gradnja železnice ipd.) mnogi trgi propadli. Preživeta delitev na trge in mesta je bila odpravljena po 2. svetovni vojni, nekaterim trgom so bile odvzete upravne funkcije. V samostojni Sloveniji so po letu 1994 nekatera nekdanja tržna naselja postala sedeži občinske uprave.